# Sơn dương trùng
Sơn dương trùng (chữ Hán: 山羊蟲) là một món ăn được Từ Hi thái hậu chiêu đãi các sứ thần phương Tây trong bữa tiệc Xuân năm Giáp Tuất (1874). Đây được cho là món ăn xa hoa và tốn kém. Sơn dương là dê núi, trùng là con dòi.

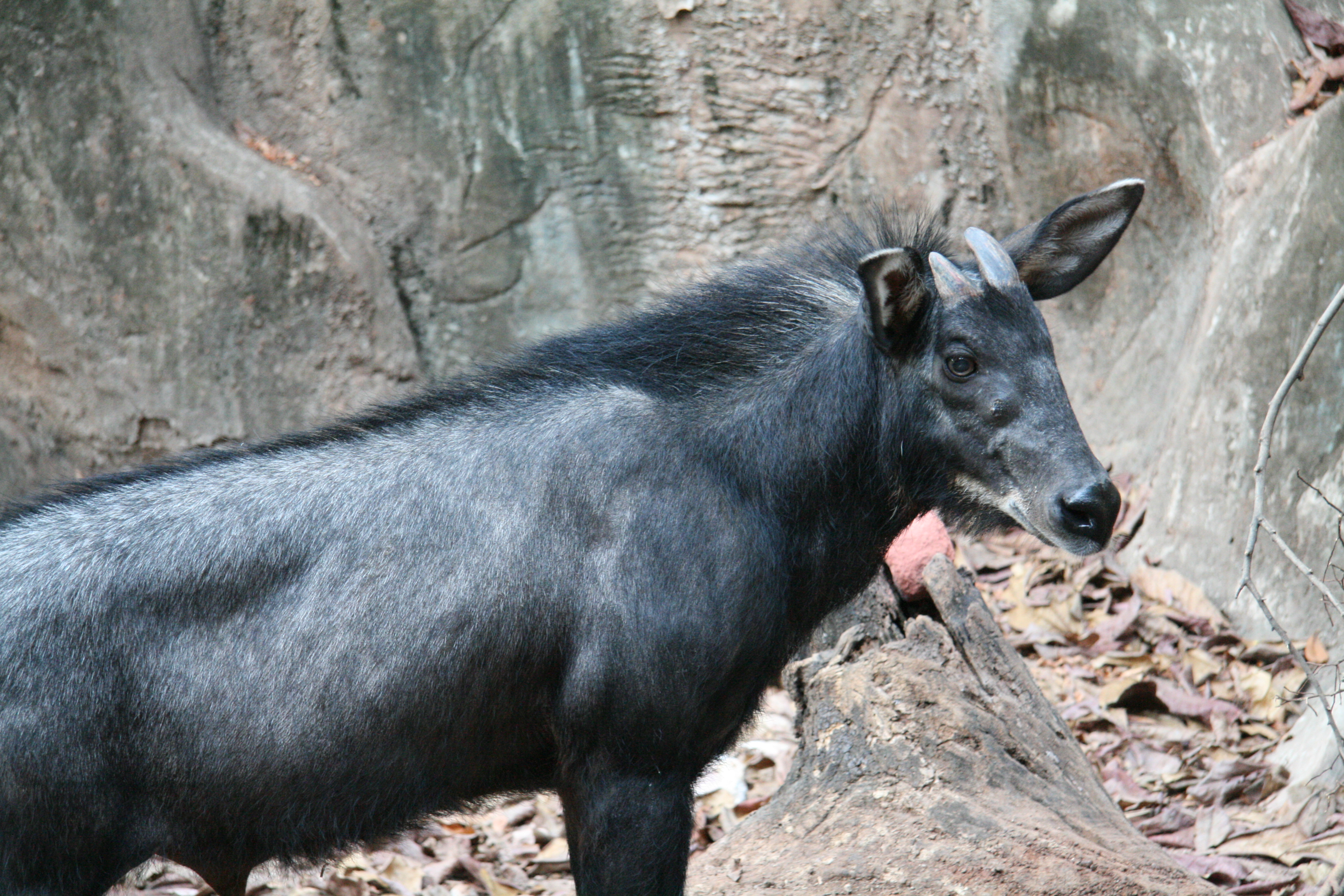

## Lịch sử
Trong suốt chiều dài lịch sử nhân loại cho đến ngày nay, chưa có yến tiệc nào linh đình, trọng thể, vĩ đại… bằng tiệc Xuân năm Giáp Tuất (1874) do Từ Hi thái hậu, đời nhà Thanh, tổ chức để khoản đãi phái đoàn Sứ Thần, tướng lãnh các quốc gia Tây phương. Tiệc được chuẩn bị 11 tháng 6 ngày trước, sử dụng 1750 người phục vụ, tốn kém 98 triệu hoa viên thời đó tương đương 374 ngàn lượng vàng ròng, gồm 400 thực khách và đại tiệc kéo dài suốt 7 ngày đêm bắt đầu từ giao thừa (12 giờ đêm) Tết nguyên đán Giáp Tuất.
Thực Đơn: Gồm tất cả 140 món. Theo chiếu chỉ của Từ Hi Thái Hậu, mỗi tỉnh tuyển lựa mười đầu bếp tài giỏi. Các đầu bếp này họp nhau ở thủ đô từ ngày rằm tháng 2 năm Kỷ Hợi (1873) nghĩa là 11 tháng 6 ngày trước đại tiệc để cùng nhau soạn thảo các món ăn ngon, lạ.
Sau gần hai tháng thảo luận, một thực đơn gồm 140 món được hình thành, trong số này có bảy món thật bổ dưỡng, thật đặc biệt, thật lạ lùng, mỗi ngày chỉ thiết đãi một món, thực khách ăn vào chẳng những không thấy đầy bụng mà sự mệt mỏi, bực bội như tan biến đi, tinh thần sảng khoái gấp bội.
Và Sơn Dương trùng là một trong bảy món ăn đó.

## Chế biến
Từ Hy Thái Hậu xuống chiếu cho các thợ săn chuyên nghiệp tỉnh Hồ Bắc vào rừng mang về cho được một cặp sơn dương thật lớn.
Sau gần một tháng băng núi trèo đèo ở Thiểm Tây, đoàn thợ săn bắt được ba cặp dê rừng, trong số ấy ba con cái đều đang mang thai, được Thái Hậu thưởng cho 50 lạng vàng mỗi con.
Dê rừng sau đó được thả trong một khu vườn rộng đầy cỏ non xanh tốt. Cỏ lạ nuôi dê có dược chất bổ dưỡng gan thận được vận tải đến mỗi ngày từ Vân Nam và Quảng Tây. Cỏ này tên là "đông trùng hạ thảo", bởi mùa hạ cỏ mịn như nhung còn sang mùa đông thì trong cỏ sinh ra một loại sâu ăn rất bổ. Bầy dê núi ăn cỏ quý có dược tính cùng với cỏ non, lá cây thuốc… nên sinh con khỏe mạnh và to lớn khác thường.
Đầu bếp làm thịt 14 con dê núi tuổi chưa quá hai tháng, cạo lông, loại tim gan phèo phổi rồi cho mỗi con vào một thùng gỗ ngâm với rượu quý và nước gừng trong một ngày. Ngày thứ hai mang những chú bé sơn dương ra rồi ngâm chúng trong sữa tươi và nước sâm nhung. Ngày thứ ba dùng dùi vàng xuyên thủng qua gương sen và cuống hoa quỳ trắng (Phan bạch quỳ – hoa sen trắng của Đại Hàn thường nở vào mùa đông) để cắm hoa vào mình sơn dương. Tiếp tục ngâm như vậy đến ngày thứ 10 thì trong các đóa hoa tự nhiên xuất hiện lúc nhúc những con dòi trắng nõn.
Đầu bếp lấy dòi ấy chế biến thành món sơn dương trùng, trị các bệnh bán thân bất toại, tê liệt và lao phổi đại tài.